# 瓦爾加希區

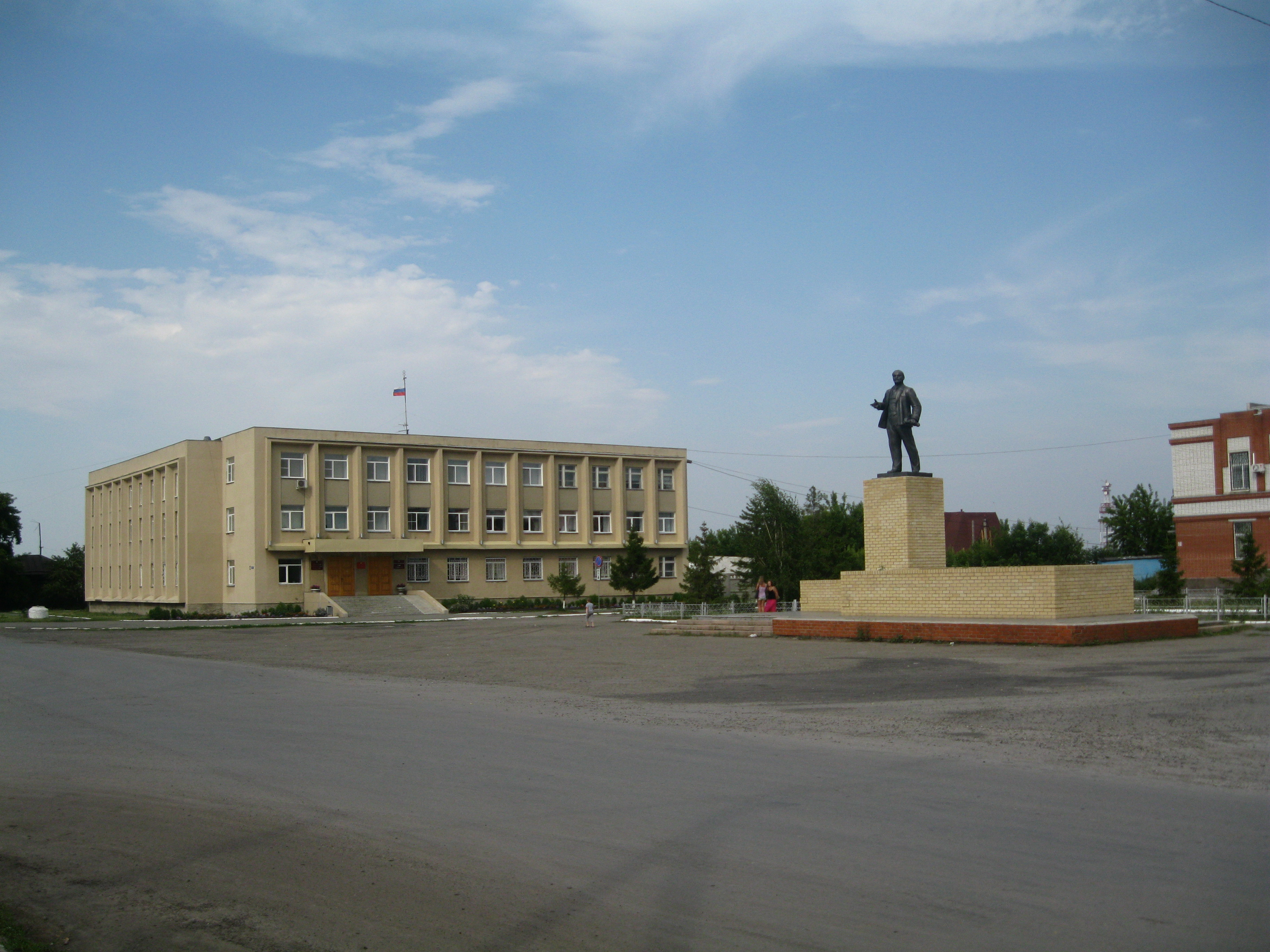

55°22′21″N 65°49′07″E / 55.37250°N 65.81861°E
瓦爾加希區（俄语：Варгашинский район），是俄羅斯的一個區，位於該國南部，由庫爾干州負責管轄，面積3,020平方公里，2010年人口19,919，人口密度每平方公里6.6人。